# Parti vert du Canada
Pour les articles homonymes, voir GPC.
Le Parti vert du Canada (abrégé en PVC ; en anglais : Green Party of Canada, abrégé en GPC) est un parti politique fédéral canadien. C'est un parti écologiste de gauche.

## Histoire

### 2000 à 2006: la première reconnaissance

Ancien logo du Parti vert.

La première participation électorale du parti remonte à 1984.
Les intentions de vote pour le parti dans différents sondages varient entre 1 et 11 % depuis 2000. 
Lors de l'élection fédérale de 2004, pour la première fois de son histoire, le Parti vert présente des candidats dans chacune des 308 circonscriptions canadiennes de l'époque. De plus, habitué à récolter moins de 1 % des suffrages aux élections depuis sa première participation en 1984, le parti récolte pour la première fois, en 2004, plus de 1 % en obtenant 4,31 % des suffrages. 
Aux élections de 2006, il reçoit 4,5 % du vote populaire, sans toutefois remporter de siège. 
L'ancien chef Jim Harris décide de ne pas se présenter à la réélection après avoir mené le parti à des résultats historiques lors des élections fédérales de 2004 et 2006.

### 2006 à 2010: l'arrivée d'Elizabeth May
Elizabeth May est élue cheffe du parti lors du congrès d'investiture à Ottawa le 26 août 2006 ; elle a reçu 65 % des voix des militants au premier tour de vote. Lors de ce congrès, le 27 août 2006, le parti compte plus de 10 000 membres enregistrés. 

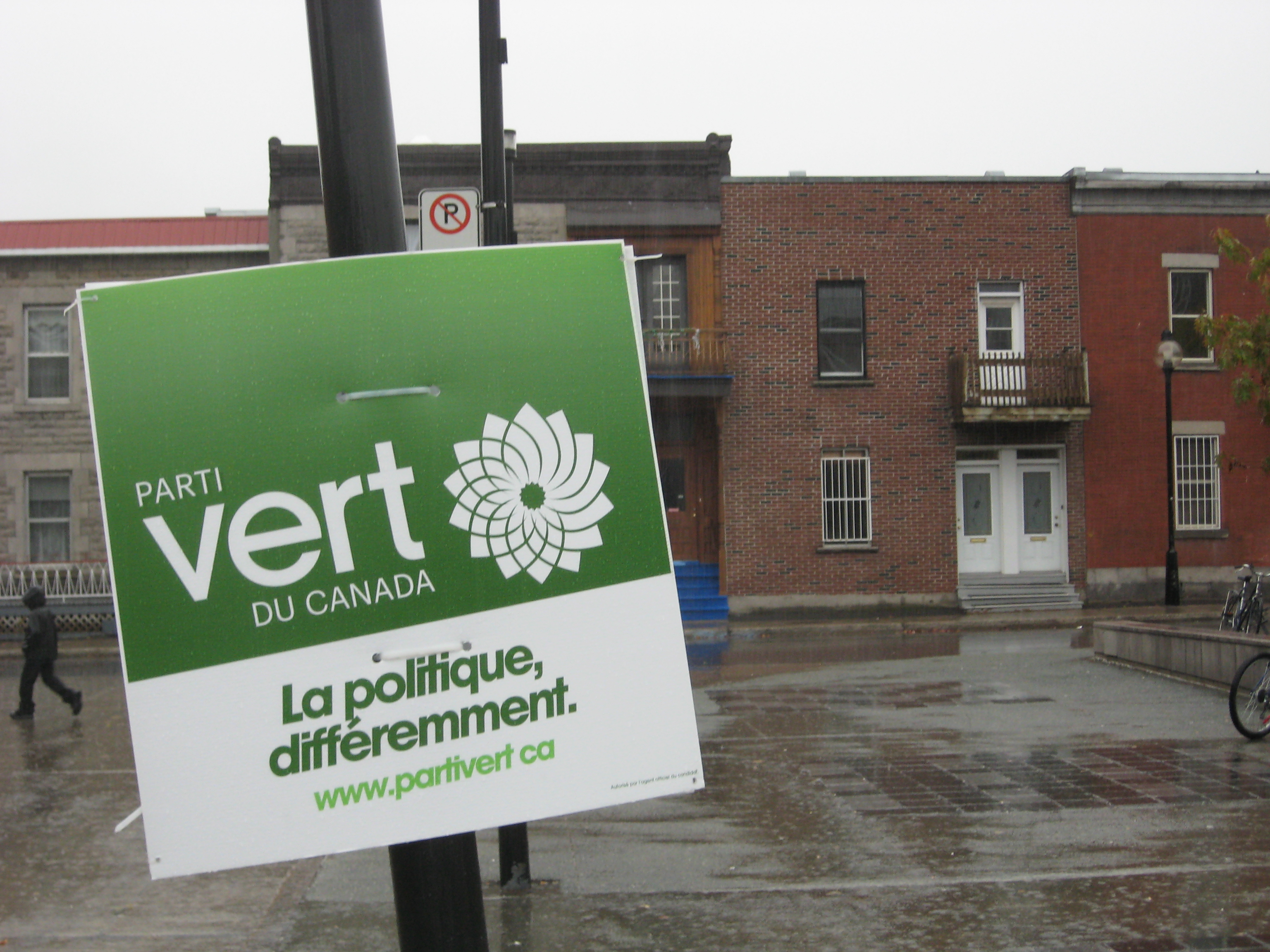
Affiche électorale du Parti vert du Canada à Montréal, 2008.

 Le 19 octobre 2006, Garth Turner, un député exclu du caucus conservateur, est invité par Elizabeth May à se joindre au Parti vert et à devenir le premier député vert à la Chambre des communes. D'abord ouvert à la proposition, il finit par la décliner et rejoint le Parti libéral. 
Toujours en 2006, Elizabeth May présente sa candidature dans London-Centre-Nord lors de l'élection partielle du 27 novembre organisée pour remplacer le député libéral démissionnaire Joe Fontana. Elle se place en deuxième position derrière le libéral Glen Pearson dans une course à quatre extrêmement serrée.
Le 30 août 2008, Blair Wilson, le député indépendant de West Vancouver—Sunshine Coast—Sea to Sky Country, devient le premier député du Parti vert du Canada, mais il est défait à l'élection suivante sans avoir jamais siégé.

### 2011 à 2019: premières députations
La première députée verte élue, la chef Elizabeth May, gagne la circonscription de Saanich—Gulf Islands lors des élections fédérales canadiennes de 2011. Lors de cette élection, le parti présente un programme prévoyant notamment la légalisation du cannabis.
En octobre 2013, Georges Laraque, chef adjoint du parti et candidat pour le Parti vert fédéral à l'élection partielle de Bourassa, doit retirer sa candidature à la suite d'une accusation de fraude déposée par un ancien partenaire.
Le 13 décembre 2013, le député de Thunder Bay—Supérieur-Nord Bruce Hyer qui avait quitté le NPD en 2012 pour siéger comme député indépendant, annonce qu'il rejoint le Parti vert. Cela fait passer à deux le nombre de sièges des Verts au Parlement à Ottawa, un record.
En décembre 2014, l'écologiste Daniel Green, ex-dirigeant de la Société pour vaincre la pollution, devient chef adjoint du Parti vert du Canada
Le 16 août 2015, un ancien député néodémocrate, José Núñez-Melo, exclu de son parti quelques jours plus tôt pour avoir refusé de s'astreindre aux règles de désignations internes, annonce son adhésion au Parti vert et sa candidature pour ce même parti aux élections d'octobre. Il devient le troisième député vert de la Chambre.
Lors de l'élection fédérale de 2015, le Parti vert présente des candidats partout, mais cible particulièrement quelques circonscriptions en Colombie-Britannique et au Québec. Les trois sortants sont réinvestis et font campagne aux côtés de plusieurs candidats vedettes comme les militants écologistes André Bélisle et Daniel Green, le comédien JiCi Lauzon ou l'ex-candidate à la présidence du Parti libéral Deborah Coyne. Malgré un résultat en voix en progression et des scores honorables dans plusieurs circonscriptions, seule Elizabeth May est élue. 
Seule candidate à sa succession en avril 2016, elle est réinvestie cheffe du parti quelques mois plus tard avec un vote de confiance de 93,6 %. Elle annonce cependant en août son désir de quitter la chefferie du Parti vert pour rester simple députée.
Lors de l'élection partielle de Nanaimo—Ladysmith le 6 mai 2019, le candidat du parti vert, Paul Manly, est élu, devenant ainsi le premier membre du parti à remporter un siège fédéral lors d'une élection partielle.
Le 19 août 2019, un ancien député néo-démocrate, Pierre Nantel, rejoint le parti pendant les vacances parlementaires.
Le 21 octobre de la même année, lors des élections fédérales de 2019, Jenica Atwin est élue dans la circonscription de Fredericton, au Nouveau-Brunswick, ce qui en fait la troisième députée verte élue au Parlement fédéral et le premier député vert en dehors de la Colombie-Britannique.
Le 4 novembre 2019, Elizabeth May annonce qu'elle quitte ses fonctions de cheffe du parti, mais qu'elle reste cheffe du groupe parlementaire, la cheffe adjointe Jo-Ann Roberts assumant l'intérim à la tête du parti.

### 2020
À la suite du départ de la cheffe Elizabeth May, une course à la direction se met en place en 2020 dans le contexte de la pandémie de la Covid-19. Le vote a lieu en ligne du 26 septembre au 3 octobre 2020 et Annamie Paul devient cheffe du Parti vert du Canada au 8e tour d'un scrutin préférentiel.
En juin 2021, Jenica Atwin quitte le Parti vert pour rejoindre le Parti libéral, ce qui fait retomber à deux le nombre de députés (May et Manly).
Lors des élections fédérales canadiennes de 2021, Mike Morrice est élu à Kitchener-Centre, devenant ainsi le premier député vert élu en Ontario (et le second hors de la Colombie-Britannique). Elisabeth May est également réélue. En revanche, Manly est battu à Nanaimo—Ladysmith, et le pourcentage de votants pour le parti est le plus bas depuis les élections de 2000 (où ils n'avaient présenté des candidats que dans un tiers des circonscriptions),. La cheffe Annamie Paul arrive en quatrième position, avec 8,5 % des voix, dans sa circonscription de Toronto-Centre. À la suite de cette défaite, elle décide de quitter son poste le 27 septembre 2021.

### 2021-2022
À la suite du départ d'Annamie Paul de la direction du parti, Amita Kuttner est nommé chef intérimaire le 24 novembre 2021. Kuttner devient la première personne trans et non binaire ainsi que la première personne originaire de l'est de l'Asie à diriger un parti politique national. 
Conformément aux règlements du parti, une élection à la direction est organisée et est remportée par l'ancienne leader Elizabeth May.

## Chef du parti
| Nom                            | Chef      |
| ------------------------------ | --------- |
| Trevor Hancock (en)            | 1983-1984 |
| Seymour Trieger (en)           | 1984-1988 |
| Kathryn Cholette (en)          | 1988-1990 |
| Chris Lea (en)                 | 1990-1996 |
| Wendy Priesnitz (en)           | 1996-1997 |
| Harry Garfinkle (en) (intérim) | 1997      |
| Joan Russow (en)               | 1997-2001 |
| Chris Bradshaw (en) (intérim)  | 2001-2003 |
| Jim Harris                     | 2003-2006 |
| Elizabeth May                  | 2006-2019 |
| Jo-Ann Roberts (intérim)       | 2019-2020 |
| Annamie Paul                   | 2020-2021 |
| Amita Kuttner (en) (intérim)   | 2021-2022 |
| Elizabeth May                  | 2022-...  |
| Jonathan Pedneault             | 2025-2025 |

## Résultats électoraux

### Élections fédérales
| Élection | Chef                                | Candidats | Sièges  | Voix      | %    | Position | Gouvernement       |
| -------- | ----------------------------------- | --------- | ------- | --------- | ---- | -------- | ------------------ |
| 1984     | Trevor Hancock                      | 60        | 0 / 282 | 26 921    | 0,21 | 7e       | Extraparlementaire |
| 1988     | Seymour Trieger                     | 68        | 0 / 295 | 47 228    | 0,36 | 7e       | Extraparlementaire |
| 1993     | Chris Lea                           | 79        | 0 / 295 | 33 049    | 0,24 | 8e       | Extraparlementaire |
| 1997     | Joan Russow                         | 79        | 0 / 301 | 55 583    | 0,43 | 6e       | Extraparlementaire |
| 2000     | Joan Russow                         | 111       | 0 / 295 | 104 502   | 0,81 | 6e       | Extraparlementaire |
| 2004     | Jim Harris                          | 308       | 0 / 308 | 582 247   | 4,31 | 5e       | Extraparlementaire |
| 2006     | Jim Harris                          | 308       | 0 / 308 | 665 940   | 4,49 | 5e       | Extraparlementaire |
| 2008     | Elizabeth May                       | 308       | 0 / 308 | 940 747   | 6,80 | 5e       | Extraparlementaire |
| 2011     | Elizabeth May                       | 304       | 1 / 308 | 576 006   | 3,92 | 5e       | Parti non-reconnu  |
| 2015     | Elizabeth May                       | 336       | 1 / 338 | 590 913   | 3,45 | 5e       | Parti non-reconnu  |
| 2019     | Elizabeth May                       | 338       | 3 / 338 | 1 162 361 | 6,50 | 5e       | Parti non-reconnu  |
| 2021     | Annamie Paul                        | 252       | 2 / 338 | 387 000   | 2,30 | 6e       | Parti non-reconnu  |
| 2025     | Elizabeth May et Jonathan Pedneault | 232       | 1 / 343 | 238 892   | 1,22 | 5e       | Parti non-reconnu  |

## Jeunes verts
Les Jeunes verts du Canada, fondé en 2006, est le chapitre jeunesse du Parti vert du Canada. Les Jeunes verts aident à diffuser les idées vertes en fondant des clubs sur les campus universitaires. Il existe 15 clubs verts.